# 苦马豆属
苦马豆属（学名：Sphaerophysa）是豆科蝶形花亚科下的一个属，为多年生草本或小乔木植物。

## 物種
本属目前僅有兩種：
- Sphaerophysa kotschyana Boiss.（英语：Boiss.）：安那托利亞中部的特有種；
- 苦马豆 Sphaerophysa salsula (Pall.) DC.：已擴散至其他大陸，並於多個地區被認為是雜草。

## 分布
原生於阿富汗、蒙古、中國中北部（內蒙古、滿州、青海、新疆）、俄羅斯（外貝加爾邊疆區、圖瓦共和國）、伊朗、中亞各國（哈薩克、吉爾吉斯、塔吉克、南高加索、土庫曼、烏茲別克）、黎巴嫩、敘利亞、土耳其。
目前以引入阿根廷（西北方）、美國（亞利桑那州、加利福尼亞州、科羅拉多州、內華達州、新墨西哥州、奧勒岡州、猶他州、華盛頓州、懷俄明州）、伊拉克等國。